# David Irving

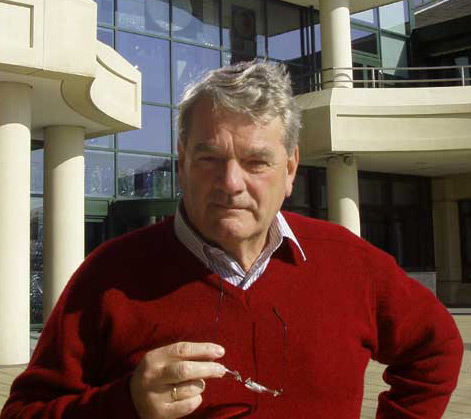
David Irving utanför nationalarkivet i England (The National Archives).

David John Cawdell Irving, född 24 mars 1938 i Brentwood, Essex, är en brittisk författare och Förintelseförnekare som främst skrivit om militärhistoria kring andra världskriget. Han har skrivit 30 böcker, inklusive The Destruction of Dresden (1963), Hitler's War (1977), Uprising! (1981), Churchill's War (1987), och Goebbels — Mastermind of the Third Reich (1996).
Irving hade tidigare ett visst anseende som militärhistorisk författare, men förlorade detta efter att han inlett en misslyckad men mycket uppmärksammad rättegång om förtal mot den amerikanska historikern Deborah Lipstadt och Penguin Books 1998. I domen efter rättegången skrev den engelska domstolen att Irving var ”en aktiv förnekare av Förintelsen” likaväl som ”en antisemit och rasist” samt att han ”associerar sig med högerextremister som förespråkar nynazism”. I domen angavs vidare att Irving hade ”för sina egna ideologiska syften ständigt och avsiktligt förvanskat och manipulerat historiska bevis”.
Under ett besök i Österrike greps Irving och blev senare dömd för att ha ”glorifierat och identifierat sig med det tyska nazistpartiet”, vilket är ett brott i Österrike under sektion 3g i Verbotsgesetz-lagen. Han avtjänade domen i fängelse från februari till december 2006.

## Biografi
Under studenttiden skrev Irving åtskilligt material med kopplingar till extremhöger eller med rasistiska sympatier. Han flyttade till Västtyskland och lärde sig tyska, därefter till dåvarande Francospanien, där han försörjde sig som fabriksarbetare.
Hans viktigaste bok om andra världskriget utkom 1963. Vid denna tidpunkt pågick redan en debatt i framförallt Storbritannien om det oetiska i bombmattor över civila mål och boken The destruction of Dresden blev en internationell bestseller. Under förtalsrättegången mot Lipstadt på 1990-talet erkände Irving att han överdrivit de civila offrens antal och kritiker menar att detta är ett återkommande tema i Irvings verk – att överdriva orättvisor begångna mot Nazityskland och trivialisera eller minimera brott begångna av Nazityskland.
Flera andra böcker följde, med teman liknande Dresden-boken. 1967 utkom en bok om Konvoj PQ 17 (Convoy PQ 17), i vilken Irving anklagade konvojbefälhavaren Jack Broome för att ha vållat de stora förluster som konvojen led. Broome stämde Irving för förtal och vann.
Efter detta bytte Irving i viss utsträckning fokus, och koncentrerade sig på biografier. Genom kontakter i tyska högerkretsar lyckades han komma i kontakt med flera ansvariga byråkrater i tidigare Nazityskland. Befälhavare på mellannivå eller hög nivå från nazitiden såg gärna Irving som någon som kunde försvara deras handlingar, och donerade många dagböcker och annat material. Hans arkiv utpekades tidvis som ett av de största privata som berörde Tredje riket, vilket bidrog till hans renommé. 
År 1977 utkom Irvings mest betydelsefulla verk, Hitler's War, som uppföljdes med volym 2 (The War Path) 1978. Boken utger sig för att skildra kriget från Hitlers synvinkel, och dess mest uppseendeväckande uppgift är att Hitler skulle ha saknat kännedom om Förintelsen – ansvaret för denna lägger Irving istället helt på Heydrich och Heinrich Himmler. Den första av böckerna ansågs allmänt läsvärd men 1978 hade akademikerna satt ett betydligt mer kritiskt öga på Irvings agenda och uppföljaren utsattes för svidande kritik. Under ett panelsamtal lett av David Frost avrundade han med att jämföra Hitlers förbrytelser med Winston Churchills mot koloniserade folk samt Dresdenborna.
År 1977 utkom också Irvings mest sålda bok, The Trail of the Fox, om Erwin Rommel.
Under 1980-talet kom Irving att vända sig mot ämnen utanför Nazityskland; en biografi om Winston Churchill i tre delar och ett verk om det allierade överkommandot följde, därpå en bok om Ungernrevolten 1956 i vilken Irving hävdade att denna revolt egentligen var en antisemitisk revolt riktad mot ett judiskt kontrollerat kommuniststyre. Churchillbiografin utkom till slut 1987 på ett litet högerextremt förlag i Australien eftersom nästan ingen längre ville befatta sig med Irving. I boken beskrivs Churchill som tjänande “den internationella judendomen” och Irving anklagade honom också för att “selling out the British Empire” och “turning Britain against its natural ally, Germany.”
Efter 1980-talet kom Irving att i allt högre utsträckning liera sig med öppet högerextrema kretsar – han talade vid Liberty Lobby-arrangemang och försvarade historierevisionisterna Fred A. Leuchter och Ernst Zündel. Medan Irving tidigare, under författandet av Hitler's War, uppfattats som partisk för Tyskland och minimerat Hitlers roll i initierandet av Förintelsen, men inte ifrågasatt massmördandet i sig, kom han efter publiceringen av Leuchterrapporten att förespråka förnekelse av ett systematiserat folkmord. 
Irving stämde 1998 författaren Deborah Lipstadt och hennes förlag Penguin Books i engelsk domstol för förtal, sedan Irving utpekats som förnekare av Förintelsen. Enligt engelsk lag måste den som gör ett uttalande som till synes utgör förtal, bevisa att uttalandet var skäligt eller förlora fallet. Irving, som förde sin egen talan, förlorade målet och dömdes att betala mycket ansenliga rättegångskostnader till Lipstadt och hennes ombud, experter m.fl. Lipstadts expertrådgivare, historieprofessorn vid Cambridge Richard J. Evans, sammanfattade hur Irving systematiskt falsifierat och förvrängt uppgifter i sina verk med följande ord: 
Inte en enda av [Irvings] böcker, tal eller artiklar, inte ett stycke, inte en mening i någon av dem, kan tas som en korrekt representation av dess historiska ämne. Samtliga är helt värdelösa som historia, eftersom Irving inte någonstans, i någon av dem, ger en tillförlitlig redogörelse för vad han pratar eller skriver om. ... om vi med historiker menar någon som är angelägen om att upptäcka sanningen om det förflutna och att ge en så korrekt representation av det som möjligt, då är Irving inte en historiker.
Processen utpekas som slutet på Irvings karriär som historiker. Irving menade själv att han utsatts för en konspiration av framstående judar. Domare Charles Gray grundade sin dom på följande resonemang, och fastslog att Irving överbevisats som förnekare och konkret som manipulatör och tillrättaläggare av historien. 
Irving har av sina egna ideologiska skäl ihärdigt och medvetet förvrängt och manipulerat historiska bevis; att han av samma skäl har framställt Hitler i ett obefogat gynnsamt ljus, främst i förhållande till hans inställning till och ansvar för behandlingen av judarna; att han är en aktiv förintelseförnekare; att han är antisemit och rasist och att han umgås med högerextremister som främjar nynazism.
Rättegångens utgång ruinerade inte bara Irving ekonomiskt utan förintade också hans kvarvarande anseende bland akademiska historiker. Åtskilliga av hans verk som tidigare undgått kritisk granskning har sedan dess skärskådats och befunnits gravt felaktiga. Även Dresdenboken, som initierat en debatt under efterkrigstiden om allierade övergrepp, har utpekats som gravt överdriven i termer av antalen dödsoffer samt otillförlitlig i hanteringen av sina källor. 
Bland de åsikter som Irving torgfört i sin egenskap av historierevisionist finns bland annat att tyskarna inte mördade några judar med hjälp av gaskammare och Zyklon B och att flera sådana anrättningar, som de i Auschwitz-Birkenau, är falsarier konstruerade av polackerna efter kriget. Han hävdar även att Anne Franks dagbok är en förfalskning. Han utpekade även Hitlerdagböckerna, som presenterats av Konrad Kujau 1983, var fabrikat, vilket visade sig vara korrekt. 
Efter ett besök i Wien 1989, där han propagerade för sina, i Österrike olagliga, idéer om förintelsen utfärdades en arresteringsorder på honom. Efter ett återbesök i landet i november 2005 greps han i Steiermark och fördes till Wien för vidare åtal. 
Efter domsluten har Irving förbjudits eller nekats att verka och vistas i flera länder, däribland Kanada, Österrike, Tyskland, Australien och Sydafrika. 
Efter att ha erkänt dömdes Irving i Wien den 20 februari 2006 till tre års fängelse för att ha förnekat förintelsen. Irving menade att lagen mot att förneka förintelsen stod i strid med yttrandefriheten och menade att den förmodligen kommer att vara struken ur den österrikiska lagen inom 12 månader samt att han hade för avsikt att överklaga domen. Han frisläpptes i december 2006 efter drygt en tredjedel av straffet, inklusive häktestiden, och avvisades från landet. 
Våren 2009 bevistade Irving en konferens i Norge, vilket möttes av starka protester och han reste hem i förtid. Han har även fört beryktade turer till Auschwitz i förment dokumentärt syfte.